# The Gauntlets of Washington
The Gauntlets of Washington è un cortometraggio muto del 1913 diretto da J. Searle Dawley e Walter Edwin.

## Produzione
Il film fu prodotto dalla Edison Company.

## Distribuzione
Distribuito dalla General Film Company, il film - un cortometraggio in una bobina - uscì nelle sale cinematografiche statunitensi il 15 marzo 1913.